# 亚历山大·斯米尔诺夫
亚历山大·彼得罗维奇·斯米尔诺夫（俄语：Александр Петрович Смирнов，1877年8月27日（9月9日）—1938年2月10日）他是全联盟共产党（布尔什维克）中央组织局委员、苏联人民委员会第一副主席、苏联农业人民委员会委员，1938年被捕枪杀，1958年平反恢复党籍。